# 内モンゴル人民党

内モンゴル人民党旗

- 内モンゴル人民党（うちモンゴルじんみんとう、モンゴル語：ᠥᠪᠥᠷ
ᠮᠣᠩᠭᠣᠯ ‍ᠤᠨ
ᠠᠷᠠᠳ ᠤᠨ
ᠨᠠᠮ　ラテン転写：Öbür Mongɣol-un arad-un nam キリル転写：Өвөр Монголын Ардын Нам、英語：the Inner Mongolian People's Party）は、中華人民共和国の内モンゴル自治区（南モンゴル）の独立や人権問題を訴えている政治団体。

## 概説
- 現在の党首（第三代／2021〜）はケレイド・フビスガルド（日本在住）。

- 内モンゴル（南モンゴル）にはチベットやウイグルの様には国旗に値する旗が存在していないが、内モンゴル（南モンゴル）の支援者の間では内モンゴル人民党旗を内モンゴル（南モンゴル）の事実上の国旗（または内モンゴル自治区の独立を祈願する旗）として使用している。内モンゴル（南モンゴル）の活動において内モンゴル人民党が占める存在の大きさが最も可視化されている部分である。

- 1997年（平成9年）にアメリカ合衆国のニュージャージー州・プリンストンで創設された。文化大革命で起きた内モンゴル人民革命党粛清事件を論拠として、内モンゴル（南モンゴル）にモンゴル人の独立国家を創設することを目標としている。
- 初代主席はショブチョード・テムチルト（現在ドイツ在住）。ショブチョード・テムチルトは2015年（平成27年）に党役員会において党主席を解任されたため、翌2016年（平成28年）に南モンゴルクリルタイ（世界南モンゴル会議）を結成して会長に就任し活動の軸足を移した。
- ショブチョード・テムチルトは党主席を解任された後も、解任を認めず、一人で内モンゴル人民党を名乗り続けている。そのため、南モンゴルクリルタイ（世界南モンゴル会議）の構成団体に内モンゴル人民党の名前が入っている。現在は、本体の内モンゴル人民党と、南モンゴルクリルタイ（世界南モンゴル会議）の構成団体となったショブチョード・テムチルトの内モンゴル人民党の２つが存在している状態となっているが、ショブチョード・テムチルトの側は内モンゴル人民党としての活動を行っている形跡は見当たらない。

- 日本にも支部がある。

- かつては、モンゴル自由連盟党（代表オルホノド・ダイチン）、日本ウイグル協会、チベット問題を考える会、台湾研究フォーラムと共同で抗議活動をおこなったこともある[2]。

- モンゴル自由連盟党（オルホノド・ダイチン）が、内モンゴル人民党党首を解任されたショブチョード・テムチルトと組んで南モンゴルクリルタイを結成したことにより、関係は断絶している。

- 2023年6月8日、日本の参議院議員会館において南モンゴル人権情報センターが開催した勉強会に、内モンゴル人民党の日本在住メンバーが参加した。なお、同勉強会には、楊海英が主宰する世界モンゴル人連盟のメンバーも参加した。